# Alois
Alois (Alojz, výjimečně také Aloys) je mužské jméno. latinsky Aloisius, patrně z provensálské formy jména Ludvík (Luigi). Podle českého občanského kalendáře má svátek 21. června.

## Domácké podoby
Lojza, Lojzíček, Lojzek, Lolek, Lojzi

## Statistické údaje
Následující tabulka uvádí četnost jména v ČR a pořadí mezi mužskými jmény ve srovnání dvou roků, pro které jsou dostupné údaje MV ČR – lze z ní tedy vysledovat trend v užívání tohoto jména:
| Rok       | Četnost     | Pořadí      |
| 1999      | 20 521      | 44.         |
| 2002      | 18 924      | 44.         |
| Porovnání | o 1597 více | žádná změna |
| 2006      | 15 881      | 55.         |
| 2013      | 11 826      | 146.        |

Změna procentního zastoupení tohoto jména mezi žijícími muži v ČR (tj. procentní změna se započítáním celkového úbytku mužů v ČR za sledované tři roky 1999-2002) je -7,1%, což svědčí o poměrně značném úbytku obliby tohoto jména.

## Alois v jiných jazycích
- Slovensky: Alojz
- Polsky: Alojzy
- Chorvatsky: Alojzije, Vjekoslav
- Maďarsky: Alajos
- Italsky: Luigi, o Lodovico
- Španělsky: Luis, Aloisio, Eligio
- Francouzsky: Aloyse
- Anglicky: Alois nebo Aloys nebo Aloysius
- Irsky: Alabhaois
- Německy: Alois nebo Aloisius nebo Aloys nebo Aloysius
- Hebrejsky: אלואיס (Aluis)
- Japonsky: アロイス (Aroisu)
- Skotsky: Alhoauzu

## Slavní Aloisové

### Svatí
- Alois Alexander Brisson
- Alois Ehrlich
- Alois Gonzaga
- Alois Guanella
- Alois Palazzolo
- Alois Rabata
- Alojzije Stepinac

### Ostatní
- Alois Alzheimer, německý psychiatr a neuropatolog
- Alojzij Ambrožič, kanadský kardinál
- Alois Eliáš, český generál a politik
- Alois Hadamczik, český hokejový trenér
- Alois Hába, český skladatel
- Alois Hlavatý, český básník
- Alois Indra, český komunistický politik
- Alois Jirásek, český spisovatel
- Alois Laub, český generál
- Alois Liška, československý generál
- Alois Löser, představený komunity v Taizé
- Alois Mrštík, český spisovatel
- Alois Musil, český kněz, cestovatel a orientalista
- Alois Negrelli, rakouský inženýr, stavitel mj. "Negrelliho viaduktu" v Praze a Suezského kanálu
- Alois Rašín, český politik
- Aloys Skoumal, český překladatel
- Alois Šiška, český generál
- Alois Švehlík, český herec
- Alojzy Wir-Konas, polský generál